# Áctor (rey de Ftía)
En la mitología griega, Áctor (en griego antiguo: Ἄκτωρ, Áktōr) era un rey de Ftía, en Tesalia, hijo de Mirmidón y Pisídice, la hija de Eolo. Algunos dicen que murió sin descendencia pero otros alegan que fue el padre del rey Euritión de Ftía, su sucesor en el trono, o bien Áctor fue padre de Iro, que también es llamado padre de Euritión. Diodoro dice que Áctor murió sin heredero pero fue sucedido por Peleo, quien había huido de Egina por haber matado a su hermanastro Foco. Áctor decidió entonces purificarlo por sus pecados de sangre. Normalmente ese episodio es atribuido a Euritión directamente, quien murió accidentalmente a manos de su yerno Peleo. West cree que este Áctor, hijo de Mirmidón, sería en origen padre de Menecio y abuelo de Patroclo, pero que la rama eólica de los mirmidones pasó a ser egineta ya en tiempos hesiódicos y homéricos. Al menos Píndaro dice que el hijo de Áctor y Egina fue Menecio, quien emigró hasta la Lócrida a la corte de Locro. Otros dicen que Peleo se casó con Filomela, hija de Áctor, pero su amigo Quirón, deseoso de hacer célebre a Peleo, difundió la noticia de que estaba casado con Tetis y que esta era hija de Quirón.
En el Catálogo de mujeres nos encontramos que Áctor —si es que no se trata del Áctor eleo— se desposó con la princesa elea Molíone, por voluntad de Poseidón. Éste también se había acostado con la muchacha y entonces Móline engendró a los siameses Moliones o Moliónidas, Éurito y Ctéato, también llamados Actóridas o Actoriones, en honor a su padre putativo.
| Predecesor: Mirmidón | Reyes de Ftía | Sucesor: Euritión |